# Sant Joanet
Sant Joanet (kat. wym. [ˈsaɲ dʒuaˈnet]) – gmina w Hiszpanii, w prowincji Walencja, we wspólnocie autonomicznej Walencja, o powierzchni 1,86 km². W 2018 roku liczyła 486 mieszkańców.
Gmina do 2008 roku nosiła hiszpańską nazwę San Juan de Énova. Dekretem Rady Generalitat Valenciana z 17 października 2008 r. jako wyłączną przyjęto walencką (katalońską) nazwę Sant Joan de l’Ènova. Nieco ponad rok później, w styczniu 2010 roku nazwa ponownie uległa zmianie, kiedy zdecydowano się na wprowadzenie formy San Joanet.